# 日はまた昇る

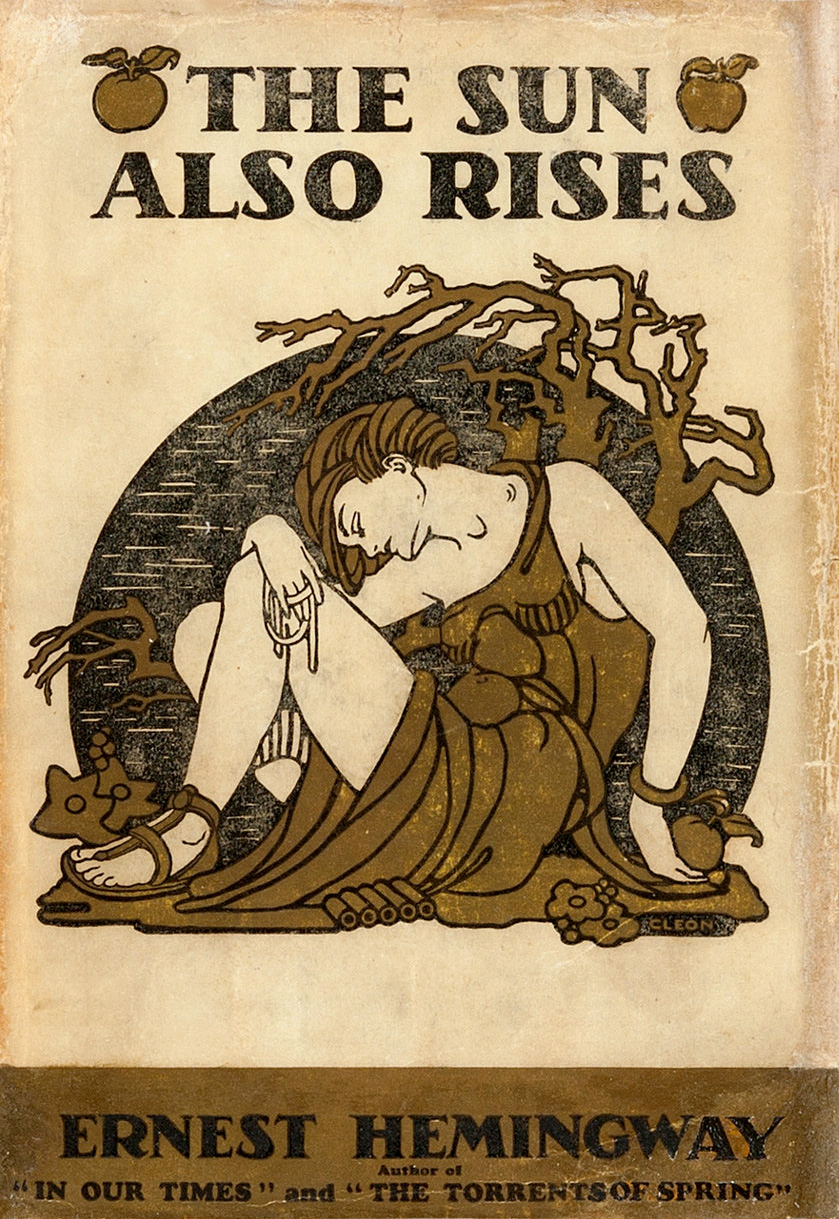
『日はまた昇る』の初版は1926年にスクリブナー社から出版され、カバーはクレオン（クレオ・ダミアネケス）が描いたもの。ヘレニズム時代のカバーデザインは「セクシーさを感じさせるが、古代ギリシャを想起させるものでもある」

『日はまた昇る』(ひはまたのぼる、The Sun Also Rises)は、アメリカの作家アーネスト・ヘミングウェイの1926年に発表した処女小説である。パリからパンプローナのサンフェルミン祭に、牛追いや闘牛を見物に行くアメリカ人とイギリス人の外国人グループを描いた作品である。邦訳題は誤読されやすいが、米題からわかる通り「また昇る(also rises)｣というのは、｢沈むだけではなく(also)昇りもする｣の意であり、｢再び(again)昇る｣の意ではない。
初期モダニズム小説であり、出版時には賛否両論の評価を受けた。ヘミングウェイの伝記作家ジェフリー・マイヤーズは、この小説が現在「ヘミングウェイの最高傑作として認められている」と書き、ヘミングウェイ研究家のリンダ・ワグナー＝マーティンは、この小説を彼の最も重要な小説と呼んでいる。この小説は、1926年10月に米国でスクリブナー社から出版された。1年後、ジョナサン・ケープがロンドンで『フィエスタ』という題名でこの小説を出版した。現在も出版されている。
この小説はロマン・ア・クレ(実話小説)である。登場人物はヘミングウェイの周囲の人々に基づいており、物語は出来事、特に1920年代のパリでの生活や、1925年にパンプローナ祭とピレネー山脈での釣りのためにスペインを訪れた際の出来事に基づいている。ヘミングウェイは小説を書いている間にカトリックに改宗し、ジェフリー・ハーリヒー・メラは、カトリック教徒である主人公のジェイク・バーンズが「ヘミングウェイが自身の改宗をリハーサルし、人生で最も重要な行為の一つに伴う感情を試すための手段だった」と述べている。
ヘミングウェイは、「失われた世代」—退廃的で自堕落で、第一次世界大戦によって取り返しのつかないほどの被害を受けたと考えられている—は実際には回復力があり強いという彼の考えを示している。ヘミングウェイは愛と死、自然の蘇生力、男らしさの概念といったテーマを探求している。彼の簡潔な文体は、人物や行動を伝えるための控えめな描写と相まって、彼の「氷山理論」の文章を実演して見せている。

## 背景

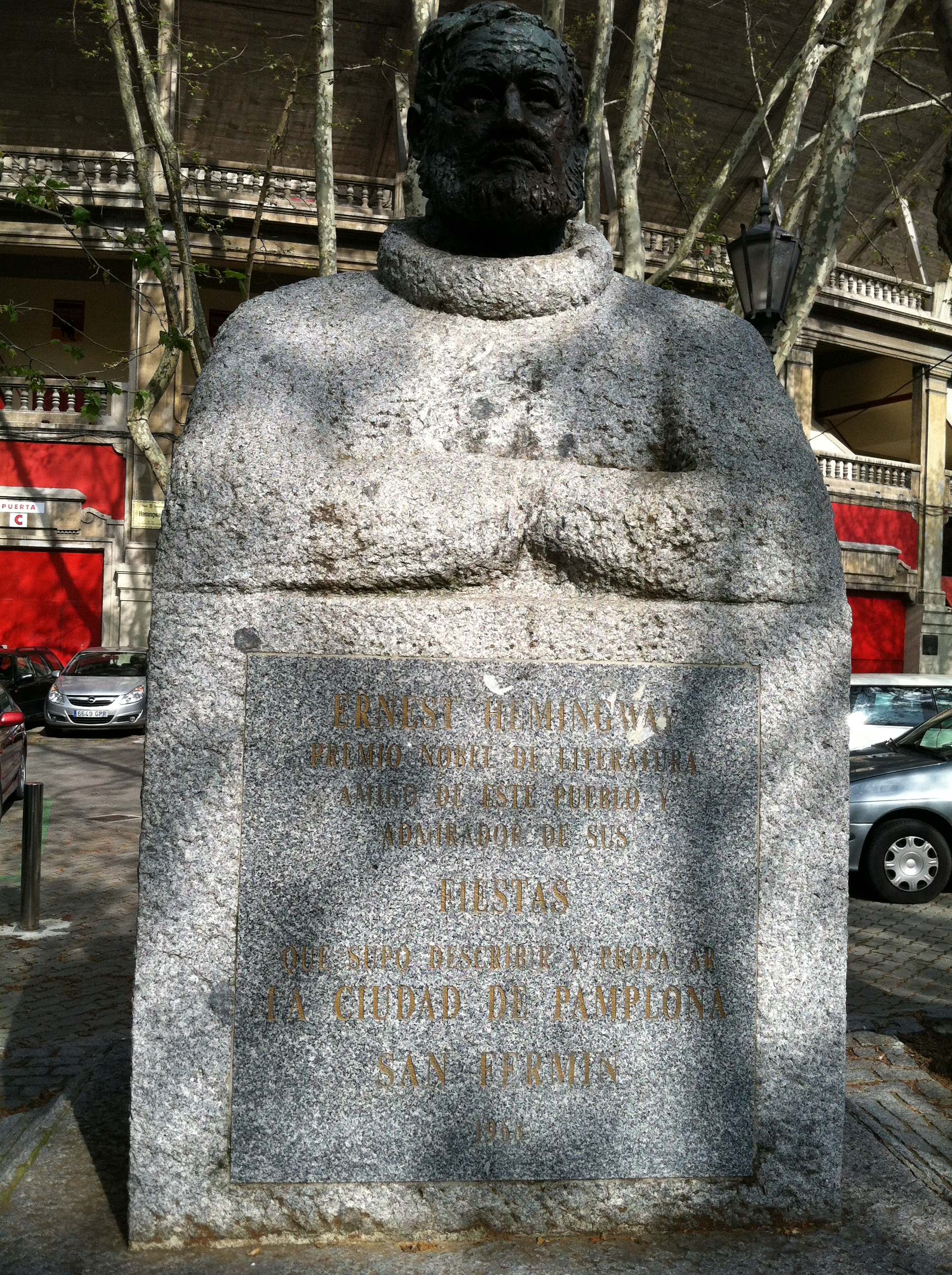
パンプローナにあるヘミングウェイの胸像

ヘミングウェイは24歳の時に詩と短編からなる初の出版物を刊行し、その後も短編や中編などを執筆した。1922年には妻のハドリーとともに、アメリカ合衆国からフランスのパリに移住し、1923年7月には初めてスペインのパンプローナを訪れて、サン・フェルミン祭のエンシエロ（牛追い）と闘牛に魅了された。1924年7月には自身と妻に加えて、イギリスの軍人であるエリック・ドーマン＝スミス(Eric Dorman-Smith)、アメリカ人小説家のジョン・ドス・パソス、同じくアメリカ人小説家のドナルド・オグデン・スチュワートという3人の友人とともにパンプローナを訪れた。1925年7月には自身と妻に加えて、小説家のハロルド・ローブ、小説家のドン・スチュワート、イギリス人女性のダフ・トゥイズデン、ダフの婚約者であるパット・ガスリー、少年時代からの親友のビル・スミスの7人で再びパンプローナを訪問した。
当初はこの体験を短編の題材にする予定であり、闘牛士のニーニョ・デ・ラ・パルマをモデルとした物語を書きためたが、マドリード、バレンシア、再びマドリード、サン・セバスティアンと、闘牛の興行を追ってスペインを転々とする間に内容が変化していき、7月末頃に長編小説としての構造が出来上がった。8月18日にはスペインからパリに戻り、9月末にシャルトル大聖堂を訪れた際に「日はまた昇る」というタイトルを思いついたとされる。この小説は1926年3月頃にほぼ完成し、4月にはニューヨークのチャールズ・スクリブナーズ・サンズ社の編集者マックス・パーキンズに原稿を郵送したほか、出版社を紹介してもらったF・スコット・フィッツジェラルドにも助言を求めた。
1926年10月22日、『The Sun Also Rises』というタイトルでスクリブナーズ社から5,090部の初版が刊行され、1冊2.00ドルで発売された。Cleonike Damianakesがブックカバーのデザインを担当し、古代ギリシア風の装丁を行った。特に母国のアメリカ合衆国ではセンセーションを巻き起こし、「タイムリーなテーマ、簡潔な文体、生き生きとした会話、個性的な登場人物、エキゾチックな舞台背景」などが若い世代を熱中させた。刊行から2カ月で7,000部を売り上げ、処女長編作としては大成功をおさめた。文芸評論家からの評価も良好であり、批評家のマルカム・カウリーは「女子学生たちは競ってブレット・アシュリーのファッションスタイルをまねていたし（中略）若者たちは、ヘミングウェイの描くヒーローを気どろうとして、口の端だけを動かす、抑制された、タフなしゃべり方を身につけようと努めていた」と書いている。冒頭部には妻ハドリーと息子への献辞があるが、執筆中には夫婦仲に亀裂が生じており、刊行後の11月には印税すべてをハドリーに贈与することを約束し、1927年4月には正式に離婚が成立した。1927年にはイギリス・ロンドンのジョナサン・ケープ社によって、『Fiesta』というタイトルでイギリス版が出版された。
1932年、ヘミングウェイは闘牛の解説書である『午後の死』(Death in the Afternoon)を刊行した。1947年、スクリブナーズ社はこの小説、『武器よさらば』（1929年）、『誰がために鐘は鳴る』（1940年）の3冊をまとめたボックスセットを刊行した。この小説を執筆する前の3度を含め、ヘミングウェイは死去するまでに9度もパンプローナを訪れた。パンプローナ闘牛場の前の通りには「ヘミングウェイ通り」という名称がつけられ、その一角にはヘミングウェイの胸像が建立されている。1959年から1960年には闘牛に関するノンフィクションの『The Dengerous Summer』を執筆し、死後の1985年に刊行された。この作品は1961年に死去する「ヘミングウェイ最後の作品」として引き合いに出される。2006年、アメリカ合衆国のサイモン&シュスター社はヘミングウェイの小説のオーディオブック版の製造を開始し、その中にはこの小説も含まれている。

## あらすじ
第一次世界大戦中に青春を過ごしたアメリカ合衆国の若者はロスト・ジェネレーション（自堕落な世代）と呼ばれ、未来への希望を欠いた日々を送っている。かつてボクシング選手だったロバート・コーンは妻と離婚し、文芸評論もうまくいかずにパリにやってくる。同じくアメリカ人のジェイク・バーンズは新聞特派員であり、派遣先のパリでコーンと出会う。ジェイクはダンスフロアでイギリス人のブレット・アシュリーと出会い、ブレットを愛するようになるが、ジェイクは戦争中の負傷が原因の性的不能者であり、ブレットへの欲望を成就できない虚しさを抱えている。ブレットも看護師として第一次世界大戦に参加したが、その際に愛する男を失った。ジェイクのことは誰よりも信頼しているが、欲望のままに様々な男とベッドを共にしている。
7月、ジェイクは友人のビル・ゴードンとともに、スペイン・パンプローナのサン・フェルミン祭で行われる闘牛を見物しに行く。そこにブレット、密かにブレットを愛するコーン、ブレットといい関係にある退役軍人のマイク・キャンベルも加わり、ブレットを中心に一行の間には不穏な空気が流れる。若いスペイン人闘牛士のペドロ・ロメロは自制心と誇りを持ち、生と死の狭間に身を置きながら、威厳を持って自身の仕事を遂行している。ブレットはそんなロメロに惹かれ、一行を捨ててロメロと駆け落ちする。

## 登場人物
主要な登場人物は、1925年にヘミングウェイと一緒にパンプローナを訪れた7人のメンバーがモデルとなっている。語り手のジェイク・バーンズはヘミングウェイ自身がモデルであり、ブレット・アシュリーはイギリス人女性のダフ・トゥイズデンが、ロバート・コーンは小説家のハロルド・ローブが、マイク・キャンベルはダフの婚約者であるパット・ガスリーが、ビル・ゴードンは小説家のドン・スチュワートと、ヘミングウェイの少年時代からの親友のビル・スミスが、ペドロ・ロメロは若手闘牛士のニーニョ・デ・ラ・パルマがモデルとなった。端役も日ごろから付き合いのある人物の風貌がモデルとなっており、例えばブラドックスはイギリス人小説家フォード・マドックス・フォードがモデルとなった。
- ぼく（ジェイク・バーンズ）

物語の語り手。パリに暮らすアメリカ人の新聞特派員。ブレットとは恋仲であるが第一次世界大戦の戦傷で性的不能者となった。
- ブレット・アシュリー

イギリス人の貴婦人。第一次世界大戦で恋人を失う。マイクという婚約者を持ちつつも主人公であるジェークを愛している。本作品の影響を受けてブレット風のクールな口調に男っぽい衣装を気取った女性像がブームとなった。
- ロバート・コーン

ユダヤ人として受けた差別を克服するためにボクシングに励み、プリンストン大学時代に大学のミドル級チャンピオンになったが卒業後の結婚に失敗し、雑誌編集で名を上げようとヨーロッパにやってきたアメリカ人記者。
- マイク・キャンベル

ブレットの婚約者のスコットランド人で、破産した退役軍人。酒乱で浪費家という性格破綻者型の人物。
- フランセス・クライン

コーンの雑誌を元にスターロードを登ろうとする女性。渡欧後はコーンに結婚をせがむようになる。
- ビル・ゴードン

アメリカの作家でジェイクの友人。ジェークとともにスペインのブルゲートへ釣りに赴く。
- ペドロ・ロメロ

スペイン人の若い闘牛士。ジェークの紹介でブレットと落ち合い、祭りの最終日にブレッドとともにマドリードへ逃避行する。
- モントーヤ

パンプローナで主人公が定宿としている宿の主人。大の闘牛好きでジェークにロメロを紹介する。

## 映画・オペラ

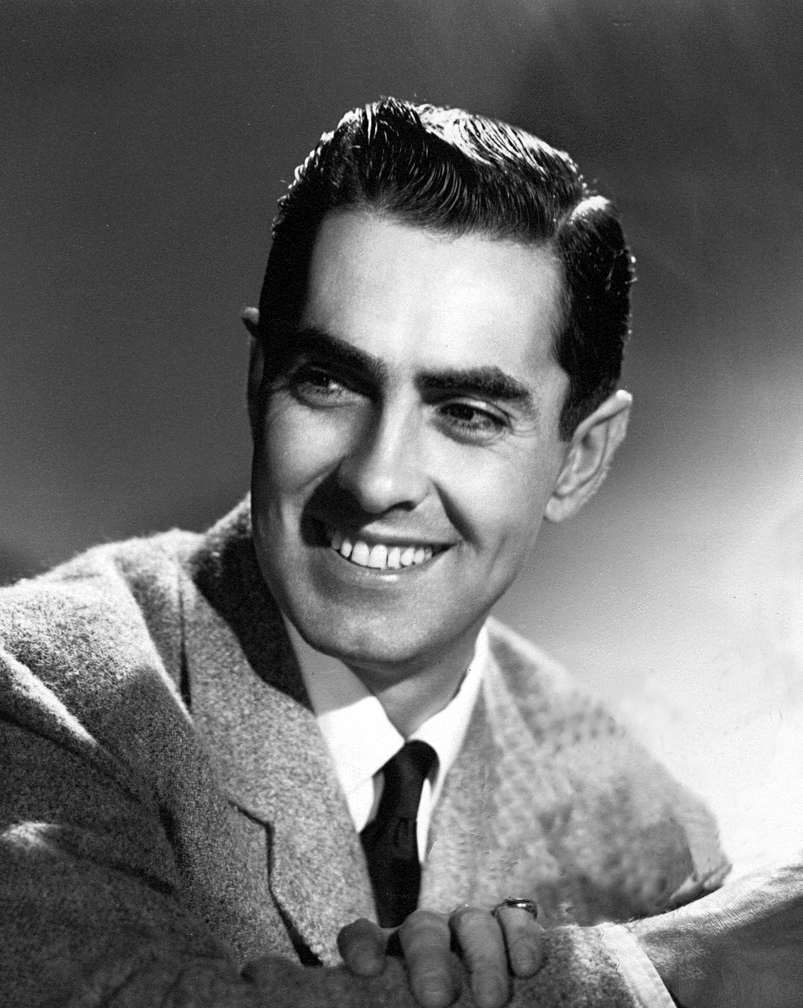
1957年版映画でジェイク役を務めたタイロン・パワー

1957年と1984年にアメリカ合衆国で映画化されている。1957年版（英語版）はヘンリー・キングが監督を務め、43歳のタイロン・パワーがジェイクを、34歳のエヴァ・ガードナーがブレットを演じた。テレビ映画となった1984年版（英語版）はジェイムズ・ゴールドストーンが監督を務め、27歳のハート・ボックナーがジェイクを、33歳のジェーン・シーモアがブレットを演じた。2000年5月7日にはアメリカ合衆国のロングアイランド・オペラ場にて、ウェブスター・A・ヤングによるオペラ『日はまた昇る』が上演された。